# Robertas Paužuolis
Robertas Paužuolis (* 28. Oktober 1972 in Pasvalys, Sowjetunion) ist ein ehemaliger litauischer Handballspieler. Paužuolis, der zuletzt für den deutschen Verein TS Großburgwedel spielte und auch für die litauische Nationalmannschaft auflief, wurde meist im linken Rückraum eingesetzt.

## Karriere
Robertas Paužuolis debütierte für Granitas Kaunas in der ersten litauischen Liga. Sein Team gewann seit dem Bestehen einer eigenständigen litauischen Liga jedes Jahr die Meisterschaft; deshalb suchte Pauzoulis bald eine neue Herausforderung und wechselte 2002 gemeinsam mit seinem Kollegen Dalius Rasikevičius zu Haukar Hafnarfjörður in die isländische Liga. Dort gewann er zweimal die isländische Meisterschaft sowie einmal den isländischen Pokal. 2004 heuerte er in der deutschen Handball-Bundesliga beim Wilhelmshavener HV an, zog aber nach nur einem Jahr weiter zur TSV Hannover-Burgdorf, die soeben in die 2. Handball-Bundesliga aufgestiegen war. Nach wiederum nur einem Jahr unterschrieb Paužuolis bei der Eintracht Hildesheim, die gerade in die erste Liga aufgestiegen war; dort fand er sich aber nicht zurecht, so dass er im Oktober 2006 zu den Burgdorfern zurückkehrte. Im Jahr 2010 schloss er sich dem Oberligisten TS Großburgwedel an, bei dem er 2012 seine Karriere beendete.
Robertas Paužuolis hat 115 Länderspiele für die litauische Nationalmannschaft bestritten. Mit Litauen nahm er an der Handball-Weltmeisterschaft der Männer 1997 in Japan teil und belegte den zehnten Platz. Aufgrund der Reisestrapazen verzichtete Paužuolis später auf eine erneute Berufung ins Nationalteam.